# Признаки сходимости
При́знаки сходи́мости числового ряда — методы, позволяющие установить сходимость или расходимость бесконечного ряда {\displaystyle a_{1}+a_{2}+a_{3}+\ldots +a_{n}+\ldots =\sum _{n=1}^{\infty }a_{n}.}
Здесь {\displaystyle a_{1},a_{2},a_{3}\dots } — последовательность вещественных или комплексных чисел; эти числа называются членами ряда.

## Необходимое условие сходимости рядов
| Если с ростом {\displaystyle n} предел члена ряда {\displaystyle \lim _{n\to \infty }a_{n}} не существует или не равен нулю, то ряд расходится. |

Следовательно, условие {\displaystyle \lim _{n\to \infty }a_{n}=0} необходимо (но не достаточно) для сходимости ряда. Другими словами, если это условие не выполнено, то ряд заведомо расходится, однако если оно выполнено, то нет гарантии, что ряд сходится — см., например, гармонический ряд.

## Основные признаки сходимости

### Ряды с неотрицательными членами
Ряды с неотрицательными членами называют также знакоположительными или просто положительными.

#### Критерий сходимости знакоположительных рядов
| Знакоположительный ряд {\displaystyle \sum _{k=1}^{\infty }a_{k}} сходится тогда и только тогда, когда последовательность его частичных сумм {\displaystyle S_{n}=\sum _{k=1}^{n}a_{k}} ограничена сверху. |

#### Признак сравнения с мажорантой
Заключение о сходимости или расходимости ряда можно сделать на основании почленного сравнения его с другим рядом («мажорантой»), поведение которого уже известно.
| Пусть даны два знакоположительных ряда: {\displaystyle \sum _{n=1}^{\infty }a_{n}} и {\displaystyle \sum _{n=1}^{\infty }b_{n}}. Если, начиная с некоторого номера ({\displaystyle n>N}), выполняется неравенство: {\displaystyle 0\leqslant a_{n}\leqslant b_{n}}, то: - из сходимости ряда {\displaystyle \sum _{n=1}^{\infty }b_{n}} следует сходимость ряда {\displaystyle \sum _{n=1}^{\infty }a_{n}}; - из расходимости ряда {\displaystyle \sum _{n=1}^{\infty }a_{n}} следует расходимость и ряда{\displaystyle \sum _{n=1}^{\infty }b_{n}}. |

Следствие для рядов с членами произвольного знака:
| Если ряд {\displaystyle \sum _{n=1}^{\infty }b_{n}} абсолютно сходится и начиная с некоторого номера все {\displaystyle \|a_{n}\|\leqslant \|b_{n}\|}, то и ряд {\displaystyle \sum _{n=1}^{\infty }a_{n}} сходится абсолютно. |

Пример. Докажем сходимость ряда обратных квадратов:
{\displaystyle {\frac {1}{1^{2}}}+{\frac {1}{2^{2}}}+{\frac {1}{3^{2}}}+{\frac {1}{4^{2}}}+{\frac {1}{5^{2}}}+\dots }
Для него рядом-мажорантой можно выбрать ряд:
{\displaystyle 1+{\frac {1}{1\cdot 2}}+{\frac {1}{2\cdot 3}}+{\frac {1}{3\cdot 4}}+{\frac {1}{4\cdot 5}}+\cdots }
Частичную сумму этого ряда можно представить в виде:
{\displaystyle S_{n}=1+\left(1-{\frac {1}{2}}\right)+\left({\frac {1}{2}}-{\frac {1}{3}}\right)+\left({\frac {1}{3}}-{\frac {1}{4}}\right)+\cdots \ +\left({\frac {1}{n-1}}-{\frac {1}{n}}\right)=2-{1 \over n}}
Поэтому ряд сходится, и его сумма равна 2. Следовательно, по признаку сравнения, и ряд обратных квадратов сходится к некоторому числу в интервале {\displaystyle (1,2)}.

#### Признак Раабе
Этот признак сильнее, чем признак Даламбера и радикальный признак Коши.
| Если для ряда {\displaystyle \sum _{n=1}^{\infty }a_{n}} существует предел: {\displaystyle R=\lim _{n\to \infty }n\left({\frac {a_{n}}{a_{n+1}}}-1\right),} то при {\displaystyle R>1} ряд сходится, а при {\displaystyle R<1} — расходится. Если {\displaystyle R=1}, то данный признак не позволяет сделать определённый вывод о сходимости ряда. |

#### Интегральный признак Коши — Маклорена
Этот признак позволяет с полной определённостью определить, сходится или расходится ряд.
| Пусть функция {\displaystyle f(x)} определена при {\displaystyle x\geqslant 1}, неотрицательна, монотонно убывает и {\displaystyle f(n)=a_{n}}. Тогда ряд {\displaystyle \sum _{n=1}^{\infty }a_{n}} и несобственный интеграл: {\displaystyle \int \limits _{1}^{\infty }f(x)\,dx=\lim _{t\to \infty }\int \limits _{1}^{t}f(x)\,dx} сходятся или расходятся одновременно. |

Пример. Выясним сходимость ряда для дзета-функции Римана (в вещественном случае):
{\displaystyle {\frac {1}{1^{s}}}+{\frac {1}{2^{s}}}+{\frac {1}{3^{s}}}+{\frac {1}{4^{s}}}+{\frac {1}{5^{s}}}+\dots }
Для него порождающая функция имеет вид: {\displaystyle 1/x^{s}}. Вычислим интеграл:
{\displaystyle \int \limits _{1}^{\infty }{\frac {1}{x^{s}}}\,dx={\frac {1}{s-1}},} если {\displaystyle s>1}, или {\displaystyle \infty ,} если {\displaystyle s\leqslant 1.} Вывод: данный ряд сходится при {\displaystyle s>1} и расходится при {\displaystyle s\leqslant 1}.

#### Признак Гаусса
| Пусть для знакоположительного ряда {\displaystyle \sum _{n=1}^{\infty }a_{n}} отношение {\displaystyle {\frac {a_{n}}{a_{n+1}}}} может быть представлено в виде: {\displaystyle {\frac {a_{n}}{a_{n+1}}}=\lambda +{\frac {\mu }{n}}+{\frac {\theta _{n}}{n^{2}}},} где {\displaystyle \lambda ,\mu } — постоянные, а последовательность {\displaystyle \{\theta _{n}\}} ограничена. Тогда: - ряд сходится, если либо {\displaystyle \lambda >1,} либо {\displaystyle \lambda =1,\mu >1;} - ряд расходится, если либо {\displaystyle \lambda <1,} либо {\displaystyle \lambda =1,\mu \leqslant 1.} |

#### Признак Куммера
Признак Куммера— чрезвычайно общий и гибкий признак сходимости рядов с положительными членами. Фактически он представляет собой схему для конструирования конкретных признаков.
| Пусть даны знакоположительный ряд {\displaystyle \sum _{n=1}^{\infty }a_{n}} и последовательность положительных чисел {\displaystyle \{c_{n}\}} такая, что ряд {\displaystyle \sum _{n=1}^{\infty }{\frac {1}{c_{n}}}} расходится. Если, начиная с некоторого номера, выполняется неравенство: {\displaystyle K_{n}=c_{n}{\frac {a_{n}}{a_{n+1}}}-c_{n+1}\geqslant \delta ,} где {\displaystyle \delta }.— положительная постоянная, то ряд {\displaystyle \sum _{n=1}^{\infty }a_{n}} сходится. Если же, начиная с некоторого номера, {\displaystyle K_{n}\leqslant 0,} то ряд расходится. |

Чаще на практике применяют предельную форму признака Куммера: находим {\displaystyle K=\lim _{n\to \infty }K_{n},} тогда в случае {\displaystyle K>0} ряд сходится, а при {\displaystyle K<0} — расходится.
Из признака Куммера получаются ряд других признаков:
- При {\displaystyle c_{n}=1} — признак Даламбера;
- При {\displaystyle c_{n}=n} — признак Раабе;
- При {\displaystyle c_{n}=n\,\mathrm {ln} \,n} — признак Бертрана.

#### Признак Бертрана
| Если для ряда {\displaystyle \sum _{n=1}^{\infty }a_{n}} существует предел: {\displaystyle B=\lim _{n\to \infty }\ln n\cdot \left(n\left({\frac {a_{n}}{a_{n+1}}}-1\right)-1\right),} то при {\displaystyle B>1} ряд сходится, а при {\displaystyle B<1} — расходится. Если {\displaystyle B=1}, то данный признак не позволяет сделать определённый вывод о сходимости ряда. |

### Знакопеременные ряды
Знакопеременными называются ряды, члены которых могут быть как положительны, так и отрицательны.

#### Признак Даламбера
Этот признак также известен как критерий Даламбера. Он проще, чем признак Коши, однако слабее — если работает признак Даламбера, то всегда работает и признак Коши, однако существуют ряды, к которым признак Коши примени́м, а признак Даламбера не даёт результатов.
| Если существует {\displaystyle \lim _{n\to \infty }\left\|{\frac {a_{n+1}}{a_{n}}}\right\|=r,} то: - если {\displaystyle r<1,} то ряд абсолютно сходится; - если {\displaystyle r>1,} то ряд расходится; - если {\displaystyle r=1}, то данный признак не позволяет сделать определённый вывод о сходимости ряда. |

Пример. Исследуем сходимость ряда {\displaystyle \sum _{n=1}^{\infty }n!\left({\frac {x}{n}}\right)^{n},} где {\displaystyle x>0.} Вычислим предел:
{\displaystyle r=\lim _{n\to \infty }\left({\frac {a_{n+1}}{a_{n}}}\right)=\lim _{n\to \infty }{\frac {n^{n}x}{(n+1)^{n}}}=\lim _{n\to \infty }{\frac {x}{(1+1/n)^{n}}}={\frac {x}{e}}}
Следовательно, ряд сходится при {\displaystyle x<e} и расходится при {\displaystyle x>e.} Случай {\displaystyle x=e} следует разобрать отдельно; проверка показывает, что тогда члены ряда не убывают ({\displaystyle (1+1/n)^{n}<e}, поэтому {\displaystyle {\frac {a_{n+1}}{a_{n}}}>1,}) так что и в этом случае ряд расходится.

#### Радикальный признак Коши
| Если существует {\displaystyle \lim _{n\to \infty }{\sqrt[{n}]{\|a_{n}\|}}=r,} то: - если {\displaystyle r<1,} то ряд сходится, причём абсолютно; - если {\displaystyle r>1,} то ряд расходится; - если {\displaystyle r=1}, то данный признак не позволяет сделать определённый вывод о сходимости ряда. |

Признак Коши сложнее, однако сильнее, чем признак Даламбера: если признак Даламбера подтверждает сходимость или расходимость ряда, то и признак Коши делает то же, однако обратное неверно.
Пример. Исследуем ряд {\displaystyle \sum _{n=1}^{\infty }\left({\frac {C}{a_{n}}}\right)^{n},} где {\displaystyle C>0,\{a_{n}\}} — последовательность положительных чисел, причём {\displaystyle \lim _{n\to \infty }a_{n}=A.}
{\displaystyle r=\lim _{n\to \infty }{\sqrt[{n}]{\left({\frac {C}{a_{n}}}\right)^{n}}}=\lim _{n\to \infty }{\frac {C}{a_{n}}}={\frac {C}{A}}.}
Согласно признаку Коши, возможны три случая.
- Если {\displaystyle 0<A<+\infty ,} то при {\displaystyle C<A} ряд сходится, при {\displaystyle C>A} — расходится, при {\displaystyle C=A} определённый вывод сделать нельзя.
- Если {\displaystyle A=0,} то ряд расходится.
- Если {\displaystyle A=+\infty ,} ряд сходится.

#### Признак Лейбница для знакочередующихся рядов
Этот признак также называют критерий Лейбница.
| Пусть для знакочередующегося ряда: {\displaystyle S=\sum _{n=1}^{\infty }(-1)^{n-1}a_{n}}, где {\displaystyle a_{n}\geqslant 0}, выполняются следующие условия: - последовательность {\displaystyle \{a_{n}\},} начиная с некоторого номера ({\displaystyle n>N}) монотонно убывает: {\displaystyle a_{n+1}\leqslant a_{n}}; - {\displaystyle \lim _{n\to \infty }a_{n}=0.} Тогда такой ряд сходится. |

#### Признак Абеля
| Числовой ряд {\displaystyle \sum _{n=1}^{\infty }{a_{n}}{b_{n}}} сходится, если выполнены следующие условия: - Последовательность {\displaystyle \{a_{n}\}} монотонна и ограничена. - Ряд {\displaystyle \sum _{n=1}^{\infty }{b_{n}}} сходится. |

#### Признак Дирихле
| Пусть выполнены условия: - последовательность частичных сумм {\displaystyle B_{n}=\sum _{k=1}^{n}b_{k}} ограничена; - последовательность {\displaystyle a_{n}}, начиная с некоторого номера, монотонно убывает: {\displaystyle a_{n}\geqslant a_{n+1}}; - {\displaystyle \lim _{n\to \infty }a_{n}=0}. Тогда ряд {\displaystyle \sum _{n=1}^{\infty }a_{n}b_{n}} сходится. |

Описанные выше признаки Лейбница и Абеля вытекают из признака Дирихле и поэтому слабее последнего.

## Вариации и обобщения
Хотя большинство признаков имеют дело с сходимостью бесконечных рядов, их нередко можно использовать, чтобы показать сходимость или расходимость бесконечных произведений. Этого можно добиться, используя следующую теорему:
Теорема. Пусть {\displaystyle \left\{a_{n}\right\}_{n=1}^{\infty }} — последовательность положительных чисел. Тогда бесконечное произведение {\displaystyle \prod _{n=1}^{\infty }(1+a_{n})} сходится тогда и только тогда, когда сходится ряд {\displaystyle \sum _{n=1}^{\infty }a_{n}}.
Также аналогично, если {\displaystyle 0<a_{n}<1}, то {\displaystyle \prod _{n=1}^{\infty }(1-a_{n})} имеет ненулевой предел тогда и только тогда, когда ряд {\displaystyle \sum _{n=1}^{\infty }a_{n}} сходится. Это можно доказать, логарифмируя произведение.